# Campionati europei di ciclismo su strada 2007 - Cronometro femminile Under-23
La cronometro femminile Under-23 dei Campionati europei di ciclismo su strada 2007, undicesima edizione della prova, si disputò il 19 luglio 2007 su un percorso di 24 km, con arrivo a Sofia, in Bulgaria. La medaglia d'oro fu appannaggio della danese Linda Villumsen, che bissa il successo dell'anno prima, completò il percorso con il tempo di 33'54" alla media di 44,48 km/h; l'argento andò all'ucraina Svitlana Halyuk e il bronzo alla ceca Martina Sáblíková.

## Ordine d'arrivo (Top 10)
| Pos. | Corridore            | Squadra     | Tempo    |
| ---- | -------------------- | ----------- | -------- |
| 1    | Linda Villumsen      | Danimarca   | 24'57"21 |
| 2    | Svitlana Halyuk      | Ucraina     | a 37"    |
| 3    | Martina Sáblíková    | Rep. Ceca   | a 45"    |
| 4    | Trine Schmidt        | Danimarca   | a 46"    |
| 5    | Ellen van Dijk       | Paesi Bassi | a 55"    |
| 6    | Lesya Kalytovska     | Ucraina     | a 58"    |
| 7    | Alexandra Sontheimer | Germania    | a 1'03"  |
| 8    | Regina Bruins        | Paesi Bassi | a 1'09"  |
| 9    | Daiva Tušlaitė       | Lituania    | a 1'15"  |
| 10   | Bianca Knöpfle       | Germania    | a 1'22"  |